# نشان ملی عمان
نشان ملی عمان (عربی: شعار سلطنة عمان‎) نشان ملی و سلطنتی عمان است. این نشان از خنجر جنبیه الهام گرفته و متشکل از جنبیه در داخل غلاف و دو شمشیر است که شمشیرها به صورت ضربدری بر روی غلاف جنبیه قرار گرفتند. نشان ملی عمان در قرن هجدهم به عنوان نشان خاندان سلطنتی آل بوسعید پذیرفته شد و پس از آن به نشان ملی سلطنت عمان تبدیل شد. این نشان در فهرست اصطلاحات پرچم‌شناسی بر روی پرچم عمان برجسته شده است.

## تاریخچه
نشان ملی عمان اولین بار در اواسط قرن ۱۸ طراحی شد و به عنوان نشان سلسله آل بوسعید پذیرفته شد. در زمان سلطنت فیصل بن ترکی (۱۸۸۸–۱۹۱۳) یا تیمور بن فیصل (۱۹۱۳–۱۹۳۲) نشان سلسله آل بوسعید به نشان ملی و سلطنت عمان تبدیل شد و کاربرد آن گسترش یافت. این نشان بعداً در سال ۱۹۷۰ بر روی پرچم ملی کشور گنجانده شد. سپس به منظور تمایز نشان ملی و سلطنتی با نشان نیروهای مسلح عمان، یک تاج به بالای نشان ملی اضافه شد. نشان اصلاح شده تاج دار بر روی شاخه‌های نیروهای مسلح سلطان، از جمله ارتش سلطنتی، نیروی دریایی سلطنتی، نیروی هوایی سلطنتی، گارد سلطنتی، و پلیس سلطنتی عمان استفاده می‌شود.

## طراحی

### نماد
به گزارش وزارت امور خارجه عمان، جنبیه همراه با دو شمشیر متقاطع ضربدری، نماد سلاح‌های تاریخی مورد استفاده مردم عمان است. دو شمشیر متقاطع و خنجر در وسط با کمربند به یکدیگر اتصال دارند.